# Okres Břeclav
Břeclav (Duits: Lundenburg) is een district (Tsjechisch: Okres) in de Tsjechische regio Zuid-Moravië. De hoofdstad is Břeclav. Het district bestaat uit 63 gemeenten (Tsjechisch: Obec). De gemeenten Cvrčovice, Ivaň, Pasohlávky, Pohořelice, Přibice, Vlasatice en Vranovice horen sinds 1 januari 2007 bij de okres Brno-venkov.

## Lijst van gemeenten
De obcí (gemeenten) van de okres Břeclav. De vetgedrukte plaatsen hebben stadsrechten. De cursieve plaatsen zijn steden zonder stadsrechten (zie: vlek).
Bavory
- Boleradice
- Borkovany
- Bořetice
- Brod nad Dyjí
- Brumovice
- Břeclav
- Březí
- Bulhary
- Diváky
- Dobré Pole
- Dolní Dunajovice
- Dolní Věstonice
- Drnholec
- Hlohovec
- Horní Bojanovice
- Horní Věstonice
- Hrušky
- Hustopeče
- Jevišovka
- Kašnice
- Klentnice
- Klobouky u Brna
- Kobylí
- Kostice
- Krumvíř
- Křepice
- Kurdějov
- Ladná
- Lanžhot
- Lednice
- Mikulov
- Milovice
- Moravská Nová Ves
- Moravský Žižkov
- Morkůvky
- Němčičky
- Nikolčice
- Novosedly
- Nový Přerov
- Pavlov
- Perná
- Podivín
- Popice
- Pouzdřany
- Přítluky
- Rakvice
- Sedlec
- Starovice
- Starovičky
- Strachotín
- Šakvice
- Šitbořice
- Tvrdonice
- Týnec
- Uherčice
- Valtice
- Velké Bílovice
- Velké Hostěrádky
- Velké Němčice
- Velké Pavlovice
- Vrbice
- Zaječí
Blansko · Břeclav · Brno-město · -venkov · Hodonín · Vyškov · Znojmo